# 里尔犹太会堂
里尔犹太会堂（Synagogue de Lille）是一座犹太会堂，阿什肯纳齐仪式，位于法国北部省里尔的奥古斯特·安杰利尔街（rue Auguste Angellier）5号。这是19世纪下半叶从中欧国家大规模移民进入的阿尔萨斯犹太人，在北部省建造的第一座犹太会堂。
服务此处的地铁站是共和国-美术馆站（République - Beaux-Arts）。

## 历史
这座犹太会堂由里尔建筑师泰奥菲勒-阿尔伯特·汉诺丁（Théophile-Albert Hannotin）建造，于1891年落成。它是19世纪下半叶开发的新街区"里尔拉丁区"的一部分，包括里尔圣弥额尔堂（église Saint-Michel）、里尔大学和位于隔壁的里尔新教教堂（Temple protestant de Lille）。
里尔犹太会堂曾被德国人用来存放设备，是法国为数不多的保留原貌的犹太会堂之一，由汉诺丁本人在第二次世界大战后修复。
1984年，里尔犹太会堂列入法国历史遗迹清单。

## 建筑
里尔犹太会堂属于罗马风-拜占庭风格，长17米，宽7.6米，由代表以色列十二支派的12根铸铁柱支撑。在诵经台的上方，三角楣饰两边的壁柱装饰着一对鹳，提醒人们这个社区的起源。
里尔犹太会堂的铭文是《创世记》中的经节：“这是神的殿，也是天的门。”（法语：Ceci n'est autre que la maison du Seigneur, et c'est ici la porte du ciel ；希伯来语：אֵין זֶה, כִּי אִם-בֵּית אֱלֹהִים, וְזֶה, שַׁעַר הַשָּׁמָיִם）